# Сімферополь (Казахстан)
Сімферо́поль (каз. Симферополь) — село у складі Карасуського району Костанайської області Казахстану. Входить до складу Люблінського сільського округу.
Населення — 145 осіб (2021; 202 у 2009, 256 у 1999, 353 у 1989).